# Metohija (ort)
Metohija är en ort i Kroatien.   Den ligger i länet Dubrovnik-Neretvas län, i den sydöstra delen av landet, 400 km söder om huvudstaden Zagreb. Metohija ligger 217 meter över havet och antalet invånare är 157.
Terrängen runt Metohija är huvudsakligen kuperad, men åt sydväst är den platt. Havet är nära Metohija åt sydväst.  Närmaste större samhälle är Ston, 5,1 km öster om Metohija. 